# 国鉄ホキ4200形貨車
国鉄ホキ4200形貨車（こくてつホキ4200がたかしゃ）は、かつて日本国有鉄道（国鉄）に在籍したホッパ車である。
本形式を改造したホキ34200形についてもここで解説する。

## ホキ4200形

### 概要
本形式は石灰石輸送用として1959年（昭和34年）5月21日から1967年（昭和42年）2月4日にかけて日本車輌製造、新潟鐵工所、富士重工業、川崎車輛にて128両（ホキ4200 - ホキ4299、ホキ14200 - ホキ14227）が製作された30 t積の私有貨車である。この128両の製造数にはホキ14209が2両存在し全数は129両とすると記載された文献が多い。（後述）
全長は8,750 mm、全高は2,535 mm、台車中心間距離は4,900 mm、実容積は20.3 m3、自重は13.7 t - 14.1 tで、換算両数は積車4.5、空車1.4であり、台車はベッテンドルフ式のTR41Cである。
車体塗色は黒で、1968年（昭和43年）10月1日ダイヤ改正では高速化不適格車とされて最高速度65 km/hの指定車となり、識別のため記号に「ロ」が追加され「ロホキ」となり黄1号の帯を巻いている。
本形式は奥多摩工業及び麻生セメント（その後三井鉱山に名義変更）が所有した。
奥多摩工業所有車（ホキ4200 - ホキ4299、ホキ14200 - ホキ14209）は奥多摩駅（製造当初は氷川駅という駅名）を常備駅として関東地方で使用され、その後一部車輛を除きホキ34200形に改造された。麻生セメント所有車（ホキ14210 - ホキ14227）は船尾駅を常備駅として九州地方で運用され、その後はホキ34200形に改造されることはなく1983年（昭和58年）11月24日に全車18両が一斉に廃車となった。

### 年度別製造数
各年度による製造会社と両数は次のとおりである。
- 昭和34年度 - 20両
  - 日本車輌製造 10両 （ホキ4200 - ホキ4209）
  - 新潟鐵工所 5両 （ホキ4210 - ホキ4214）
  - 富士重工業 5両 （ホキ4215 - ホキ4219）
- 昭和35年度 - 40両
  - 新潟鐵工所 12両 （ホキ4220 - ホキ4231）
  - 日本車輌製造 16両 （ホキ4232 - ホキ4247）
  - 富士重工業 12両 （ホキ4248 - ホキ4259）
- 昭和36年度 - 40両
  - 富士重工業 15両 （ホキ4260 - ホキ4269、ホキ4295 - ホキ4299）
  - 日本車輌製造 20両 （ホキ4270 - ホキ4279、ホキ4285 - ホキ4294）
  - 新潟鐵工所 5両 （ホキ4280 - ホキ4284）
- 昭和37年度 - 10両
  - 富士重工業 10両 （ホキ14200 - ホキ14209）
- 昭和41年度 - 18両
  - 川崎車輛 18両 （ホキ14210 - ホキ14227）

### ホキ14209問題
鉄道公報によると1967年（昭和42年）2月1日にホキ14209 - ホキ14226が車籍編入された。この記載に誤りがないと仮定するとホキ14209は一時的にせよ2車存在したことになる。（数年後にこれらの車はホキ14210 - ホキ14227となった）このため全数はホキ4200 - ホキ4299、ホキ14200 - ホキ14208、ホキ14209a、ホキ14209b、ホキ14210 - ホキ14227の合計129両。
本来ホキ14210 - ホキ14227と記載すべき所ホキ14209 - ホキ14226とした場合ホキ4200 - ホキ4299、ホキ14200 - ホキ14227の合計128両になる。
仮に14209b（麻生セメント車でホキ14209番号車）が存在したとすると、ホキ14209bがホキ14227に書き換えた場合は129両であるが、ホキ14209bを新ホキ14210に、旧ホキ14210を新ホキ14211に...とした場合は数が更に多くなる。ホキ14209bの存在の有無に関わらず製作した両数128両とする考え方もある。

## ホキ34200形

### 概要
奥多摩工業所有のホキ4200形は運用上人口過密地帯での運行を行っていたが、無蓋ホッパ車であるため粉じんの飛散が問題になっていた。このためホキ4200形式に1976年（昭和51年）11月より1983年（昭和58年）12月にかけてアルミニウム製（後半の改造車は鋼板製）の屋根を設け、その上にアルミニウム合金製の積込口フタ（4枚）を設置する改造工事を、日本車輌製造及び富士重工業にて行い新形式であるホキ34200形式が生まれた。奥多摩工業所有車110両（ホキ4200 - ホキ4299、ホキ14200 - ホキ14209）中93両に対して施工された。新形式番号は基本的に現番号+30000という附番方式にて行われたが、いくつかの例外がある。このため多数の欠番車が存在する。（単純にホキ34200 - ホキ34292ではない）
ホキ34200形式93両の内訳は次のとおりである。
| 改造年          | 改造所       | ホキ4200番号          | ホキ34200番号         |
| --------------- | ------------ | --------------------- | --------------------- |
| 1976年 - 1977年 | 日本車輌製造 | ホキ4230 - ホキ4265   | ホキ34230 - ホキ34265 |
| 1976年 - 1977年 | 日本車輌製造 | ホキ4267 - ホキ4299   | ホキ34267 - ホキ34299 |
| 1977年          | 日本車輌製造 | ホキ14200 - ホキ14205 | ホキ34300 - ホキ34305 |
| 1983年          | 日本車輌製造 | ホキ4200 - ホキ4203   | ホキ34306 - ホキ34309 |
| 1983年          | 日本車輌製造 | ホキ4207 - ホキ4211   | ホキ34310 - ホキ34314 |
| 1983年          | 富士重工業   | ホキ4212 - ホキ4214   | ホキ34315 - ホキ34317 |
| 1983年          | 富士重工業   | ホキ4223              | ホキ34318             |
| 1983年          | 富士重工業   | ホキ4225              | ホキ34319             |
| 1983年          | 富士重工業   | ホキ14206 - ホキ14209 | ホキ34320 - ホキ34323 |

屋根類を取り付け自重が増加したことにより荷重は28 tになった。全長は8,750 mm、全高は2,750 mm、台車中心間距離は4,900 mm、実容積は19.5 m3、自重は15.3 tで、換算両数は積車4.5、空車1.6であり、台車はベッテンドルフ式のTR41Cである。（太字はホキ4200形に対しての変更箇所）
国鉄→JR貨物所有のホキ2500形と共に神奈川臨海鉄道水江線水江町駅と青梅線奥多摩駅を結ぶ輸送に従事し、1987年（昭和62年）4月の国鉄分割民営化にあたっては93両すべてが日本貨物鉄道（JR貨物）に車籍を承継されたが、翌1988年（昭和63年）から廃車が始まり、1994年（平成6年）7月までに全廃され形式消滅した。
廃車後の当形式は水江町駅構内や同じ川崎市の神奈川臨海鉄道千鳥線千鳥町駅、さらには横浜市鶴見区のJR高島線新興駅（旧・入江駅）構内などに留置されていたが、1998年の奥多摩工業による石灰石の鉄道輸送終了と前後して順次解体された。